# ديفيد إس. رينولدز
ديفيد إس. رينولدز (بالإنجليزية: David S. Reynolds)‏ هو مؤرخ أمريكي، ولد في 1948 في بروفيدنس في الولايات المتحدة.